# Catacraerus schoutedeni
Catacraerus schoutedeni är en skalbaggsart som först beskrevs av Desbordes 1924.  Catacraerus schoutedeni ingår i släktet Catacraerus och familjen stumpbaggar. Inga underarter finns listade i Catalogue of Life.